# Liste der Naturdenkmale in Niefern-Öschelbronn
| Naturdenkmale | Anzahl |
| ------------- | ------ |
| FND           | 0      |
| END           | 3      |
| Gesamt        | 3      |

Die Liste der Naturdenkmale in Niefern-Öschelbronn nennt die verordneten Naturdenkmale (ND) der im baden-württembergischen Enzkreis liegenden Gemeinde Niefern-Öschelbronn. In Niefern-Öschelbronn gibt es insgesamt drei als Naturdenkmal geschützte Objekte, keines ist ein flächenhaftes Naturdenkmal (FND), alle sind Einzelgebilde-Naturdenkmale (END).
Stand: 1. November 2016.

## Einzelgebilde (END)
| Name                                                       | Bild | Kennung     | Einzelheiten        | Position | Fläche Hektar | Datum         |
| ---------------------------------------------------------- | ---- | ----------- | ------------------- | -------- | ------------- | ------------- |
| Wiesen-Speierling im Gewann Äußere Reut                    | BW   | 82360460003 | Niefern-Öschelbronn | ⊙        | 0,0           | 19. Sep. 1988 |
| Wiesen-Speierling im Gewann Steig rechts am Wurmberger Weg | BW   | 82360460002 | Niefern-Öschelbronn | ⊙        | 0,0           | 19. Sep. 1988 |
| Wiesen-Speierling im Steig rechts am Wurmberger Weg        | BW   | 82360460001 | Niefern-Öschelbronn | ⊙        | 0,0           | 19. Sep. 1988 |
| Legende für Naturdenkmal                                   |      |             |                     |          |               |               |